# Crna ruka
Crna ruka (poznata i pod nazivom Ujedinjenje ili smrt) bila je tajna srpska teroristička i militaristička organizacija, službeno osnovana 1911. godine, iako je nastala kao prirodni nastavak neformalne urotničke skupine koja je sudjelovala u puču 1903. godine i u tajnim operacijama koje je Kraljevina Srbija potom vodila protiv Turske i Austro-Ugarske Monarhije.
Nije posve jasno je li tajno društvo bilo ustrojeno kako bi akteri tajnih operacija Kraljevine Srbije usmjerenih na podrivanje Turske i Austro-Ugarske osigurali da službene institucije vlasti (iz kojih su oni te operacije i izvodili) ne prekinu te radikalne aktivnosti; ili da osiguraju eventualni nastavak tih aktivnosti ako bi one bile službeno prekinute; ili pak kako bi se u slučaju političke potrebe mogla srbijanska država ograditi od aktivnosti koje je sama bila pokrenula. Deklarirani cilj (deklariran samo članstvu: ipak je posrijedi bila tajna organizacija) je bilo ”ujedinjenje Srpstva” metodama revolucionarne borbe protiv Austro-Ugarske i Turske. U svakom slučaju je riječ o svojevrsnom institucionaliziranju grupe proizašle iz zavjere 1901. – 1903. god., koja je svrgnula dinastiju Obrenović i u zemlju dovela Karađorđeviće.
Srpski kraljevski dvor se krajem I. svjetskog rata obračunao s vodstvom Crne ruke, ali je nakon rata četnike - dakle organizacije nastale od pripadnika vojnih postrojbi koje su časnici iz reda Crne ruke bili ustrojili i desetak godina predvodili u gerilskim djelovanjima (najprije protuturskim, a poslije protualbanskim i protubugarskim) na područjima bivšeg Otomanskog Carstva i u borbama tijekom I. svjetskog rata - pretvorili u društvenu snagu koja je predstavljala glavni oslonac dinastije Karađorđević. Četnici sve do današnjih dana baštine radikalnu velikosrpsku misao kojom su se vodili pripadnici Crne ruke.